# Ларкомб, Этель
Этель Ларкомб (англ. Ethel Larcombe), до замужества — Этель Уорнефорд Томсон (англ. Ethel Warneford Thomson; 8 июня 1879, Ислингтон, Мидлсекс, Англия — 11 августа 1965, Бадли-Солтертон, Девон, Англия) — британская теннисистка, чемпионка Уимблдонского турнира в одиночном разряде (1912) и смешанном парном разряде (1914), трёхкратная финалистка Уимблдонского турнира в женском парном разряде (1914, 1919, 1920).

## Биография
Этель Томсон родилась 8 июня 1879 года в Ислингтоне, расположенном в графстве Мидлсекс недалеко от Лондона. Она была вторым ребёнком в семье хирурга Герберта Уорнефорда Томсона (Herbert Warneford Thomson, 1850—1944) и его жены Софии Шарлотты, урождённой Бонд (Sophia Charlotte, née Bond, 1854—1924).
В 1902 году Этель Томсон приняла участие в своём первом Уимблдонском турнире, но в первом же раунде проиграла своей соотечественнице Агате Мортон 4-6, 4-6. Но уже в следующем, 1903 году Этель Томсон дошла до финала Уимблдонского турнира, где со счётом 6-4, 4-6, 2-6 проиграла Доротее Дугласс (также известной под фамилией Ламберт-Чамберс, которую она получила после замужества). По правилам того времени победительница финала среди претенденток должна была играть матч за чемпионский титул («челлендж-раунд») с прошлогодней победительницей турнира Мюриэл Робб, но последняя отказалась от защиты титула, так что де-факто это был матч за чемпионское звание.
Этель Томсон участвовала в трёх последующих Уимблдонских турнирах, но без особого успеха: в 1904 году она проиграла в третьем раунде Агате Мортон, в 1905 году дошла до четвертьфинала, где проиграла американке Мэй Саттон, а в 1906 году проиграла во втором раунде Доротее Дугласс. В октябре 1906 года Этель Томсон вышла замуж за Дадли Томаса Рейнольдса Ларкомба (Dudley Thomas Reynolds Larcombe). В последующих пяти розыгрышах Уимблдонского турнира она не участвовала.
Несмотря на длительный перерыв, её следующее участие в Уимблдонском турнире оказалось успешным. На турнире 1912 года Этель Ларкомб (выступая уже под фамилией своего мужа) дошла до финала среди претенденток, в котором победила Шарлотту Купер-Стерри со счётом 6-3, 6-1. Поскольку прошлогодняя чемпионка Доротея Ламберт-Чамберс отказалась от защиты своего титула, Этель Ларкомб стала победительницей Уимблдонского турнира в одиночном разряде.
На следующий год Этель Ларкомб не стала участвовать в матче «челлендж-раунда», и победительницей Уимблдонского турнира 1913 года стала Доротея Ламберт-Чамберс, которая выиграла в финале турнира претенденток. Тем не менее, на этом Уимблдонском турнире Ларкомб приняла участие в соревнованиях в парном разряде. В женском парном разряде вместе с Мэйбл Партон они дошли до полуфинала, где проиграли другой британской паре — Доре Бутби и Уинифред Макнейр. В смешанном парном разряде, выступая вместе с ирландцем Джеймсом Сесилом Парком, они пробились в финал, где при счёте 6-3, 3-5 не смогли продолжать борьбу и уступили британцам Хоупу Криспу и Агнес Тёки.
В 1914 году Этель Ларкомб опять приняла участие в Уимблдонском турнире и вышла в финал турнира претенденток, в котором она обыграла американку Элизабет Райан со счётом 6-3, 6-2. В решающем матче «челлендж-раунда» Ларкомб уступила действующей чемпионке Доротее Ламберт-Чамберс со счётом 5-7, 4-6. В женских парных соревнованиях Ларкомб выступала вместе с Эдит Хэннэм. Они также дошли до финала, в котором уступили Агате Мортон и Элизабет Райан со счётом 1-6, 3-6. В смешанном парном разряде, опять выступая вместе с Джеймсом Сесилом Парком, на этот раз они смогли завоевать чемпионский титул, обыграв в финале новозеландца Энтони Уилдинга и француженку Маргарит Брокди со счётом 4-6, 6-4, 6-2. В течение последующих четырёх лет, с 1915 по 1918 год, Уимблдонский турнир не проводился из-за Первой мировой войны.
На первом послевоенном Уимблдонском турнире, состоявшемся в 1919 году, в одиночном разряде Этель Ларкомб проиграла во втором круге будущей победительнице турнира французской теннисистке Сюзанн Ленглен со счётом 2-6, 1-6. В женском парном турнире её партнёршей была Доротея Ламберт-Чамберс, и они дошли до финала, в котором проиграли Сюзанн Ленглен и Элизабет Райан. В смешанном парном разряде она выступала вместе с австралийцем Рональдом Томасом, и они дошли до полуфинала, где проиграли Рэндольфу Лисетту и Элизабет Райан.
На Уимблдонском турнире 1920 года Этель Ларкомб была заявлена на одиночные соревнования, но выбыла без борьбы, по какой-то причине отказавшись играть встречу первого круга против британки Э. Тай (E. Tighe). В женском парном разряде повторилась прошлогодняя история: Ларкомб вместе с Доротеей Ламберт-Чамберс дошли до финала, в котором они опять проиграли Сюзанн Ленглен и Элизабет Райан. В смешанном парном разряде она выступала вместе с южноафриканским теннисистом Брайаном Нортоном. Они дошли до полуфинала, где уступили Рэндольфу Лисетту и Элизабет Райан.
На Уимблдонском турнире 1921 года Этель Ларкомб выступила только в парных соревнованиях. В женском парном разряде Ларкомб вместе с Доротеей Ламберт-Чамберс дошли до четвертьфинала, в котором они проиграли Сюзанн Ленглен и Элизабет Райан. В смешанном парном разряде она выступала вместе с британцем Альфредом Бимишем. Они дошли до полуфинала, где уступили Рэндольфу Лисетту и Элизабет Райан. Это были последние парные встречи Ларкомб на Уимблдонском турнире.
После завершения игровой карьеры Этель Ларкомб работала теннисным тренером. В апреле 1932 года она была назначена официальным тренером Британской ассоциации лаун-тенниса для подготовки молодых теннисисток к Уимблдонскому турниру. Её муж Дадли Ларкомб с 1925 по 1939 год работал секретарём Всеанглийского клуба лаун-тенниса и крокета.
Этель Ларкомб скончалась 11 августа 1965 года в Бадли-Солтертон (графство Девон, Англия) в возрасте 86 лет.

## Выступления на турнирах

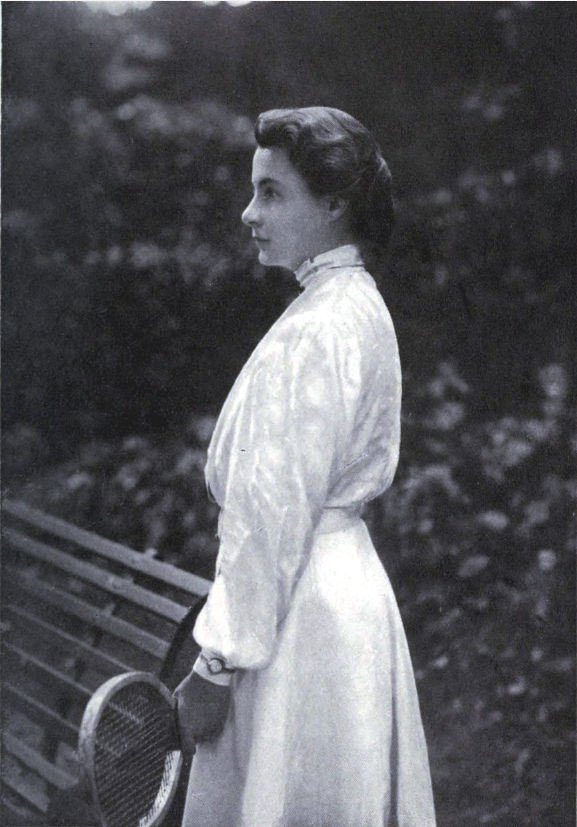
Этель Ларкомб (не позже 1912)

### Финалы Уимблдонского турнира

#### Одиночный разряд: 3 финала (1 победа — 2 поражения)
| Результат | №  | Год  | Турнир   | Соперница               | Счёт          |
| Поражение | 1. | 1903 | Уимблдон | Доротея Дугласс         | 6-4, 4-6, 2-6 |
| Победа    | 1. | 1912 | Уимблдон | Шарлотта Купер          | 6-3, 6-1      |
| Поражение | 2. | 1914 | Уимблдон | Доротея Ламберт-Чамберс | 5-7, 4-6      |

#### Парный разряд: 3 финала (3 поражения)
| Результат | №  | Год  | Турнир   | Партнёрша               | Соперницы                     | Счёт          |
| Поражение | 1. | 1914 | Уимблдон | Эдит Ханнам             | Агата Мортон Элизабет Райан   | 1-6, 3-6      |
| Поражение | 2. | 1919 | Уимблдон | Доротея Ламберт-Чамберс | Сюзанн Ленглен Элизабет Райан | 6-4, 5-7, 3-6 |
| Поражение | 3. | 1920 | Уимблдон | Доротея Ламберт-Чамберс | Сюзанн Ленглен Элизабет Райан | 4-6, 0-6      |

#### Смешанный парный разряд: 2 финала (1 победа — 1 поражение)
| Результат | №  | Год  | Турнир   | Партнёр           | Соперники                      | Счёт             |
| Поражение | 1. | 1913 | Уимблдон | Джеймс Сесил Парк | Хоуп Крисп Агнес Тёки          | 6-3, 3-5 — отказ |
| Победа    | 1. | 1914 | Уимблдон | Джеймс Сесил Парк | Энтони Уилдинг Маргарит Брокди | 4-6, 6-4, 6-2    |